# Sainte-Austreberthe (Pas-de-Calais)
Sainte-Austreberthe ist eine ehemalige französische Gemeinde mit 362 Einwohnern (Stand: 1. Januar 2022)im Département Pas-de-Calais in der Region Hauts-de-France. Sie gehörte zum Arrondissement Montreuil. Die Einwohner werden Sainte-Austreberthois und Sainte-Austreberthoises genannt.
Der Erlass des Präfekten vom 16. Oktober 2024 legte mit Wirkung zum 1. Januar 2025 die Eingliederung von Sainte-Austreberthe als Commune déléguée zusammen mit den früheren Gemeinden Hesdin, Huby-Saint-Leu und Marconne zur Commune nouvelle Hesdin-la-Forêt fest.

## Geografie

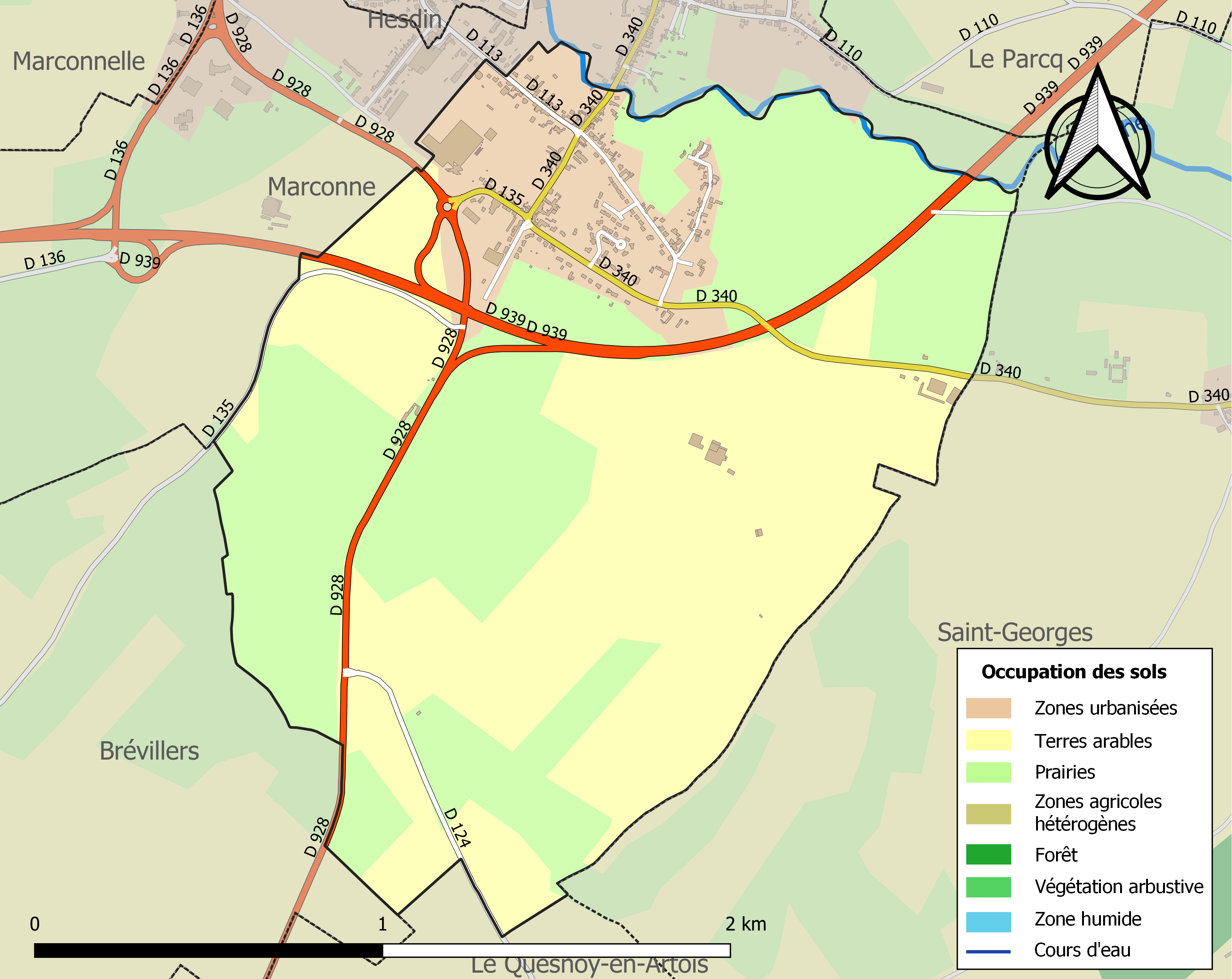
Bodennutzung, Hydrografie und Infrastruktur von Sainte-Austreberthe (2018)

Sainte-Austreberthe liegt etwa 23 Kilometer ostsüdöstlich von Montreuil-sur-Mer und etwa 53 Kilometer westnordwestlich von Arras in der historischen Provinz des Artois. Das urbane Gebiet geht fließend in das von Marconne und Hesdin über. Das Ortsgebiet wird entwässert von der Canche, die es im Norden begrenzt. Das Zentrum von Sainte-Austreberthe liegt auf etwa 35 m Höhe. Das Relief des Ortsgebiets steigt vom Canche-Tal von 26 m Höhe nach Süden hin zum Mont du Quesnoy markant an mit einer maximalen Erhebung von 130 m.
Die östlichen Teile des Gebiets von Sainte-Austreberthe gehören zur ZNIEFF-Naturzone „La haute Vallée de la Canche et ses versants en amont de Sainte Austreberthe“ (310007267). Rund 87 % der Fläche von Sainte-Austreberthe werden landwirtschaftlich genutzt, rund 13 % entfallen auf bebaute Flächen (Stand: 2018).
Umgeben wird Sainte-Austreberthe von der Commune déléguée Marconne im Nordwesten und im Norden sowie von den Nachbargemeinden Saint-Georges im Osten, Le Quesnoy-en-Artois im Süden und Brévillers im Südwesten.

## Bevölkerungsentwicklung

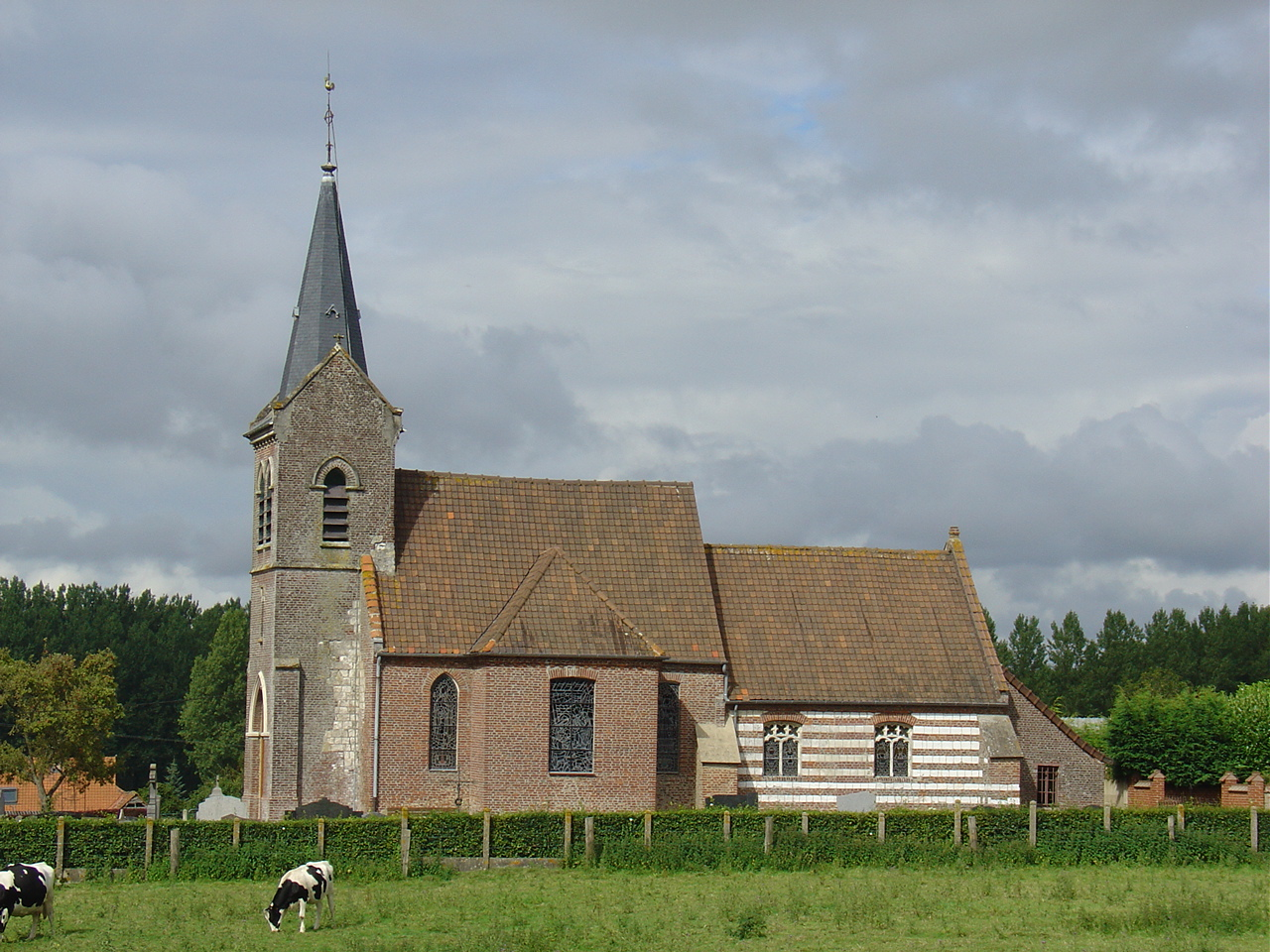
Kirche Sainte-Austreberthe

| Sainte-Austreberthe: Einwohnerzahlen von 1793 bis 2020                                                                     | Sainte-Austreberthe: Einwohnerzahlen von 1793 bis 2020 | Sainte-Austreberthe: Einwohnerzahlen von 1793 bis 2020 | Sainte-Austreberthe: Einwohnerzahlen von 1793 bis 2020 | Sainte-Austreberthe: Einwohnerzahlen von 1793 bis 2020 |
| --- | ------------------------------------------------------ | ------------------------------------------------------ | ------------------------------------------------------ | ------------------------------------------------------ |
| Jahr |                                                        |                                                        |                                                        | Einwohner                                              |
| 1793 | 1793                                                   |                                                        | 280                                                    | 280                                                    |
| 1800 | 1800                                                   |                                                        | 252                                                    | 252                                                    |
| 1806 | 1806                                                   |                                                        | 217                                                    | 217                                                    |
| 1821 | 1821                                                   |                                                        | 245                                                    | 245                                                    |
| 1831 | 1831                                                   |                                                        | 296                                                    | 296                                                    |
| 1836 | 1836                                                   |                                                        | 304                                                    | 304                                                    |
| 1841 | 1841                                                   |                                                        | 295                                                    | 295                                                    |
| 1846 | 1846                                                   |                                                        | 272                                                    | 272                                                    |
| 1851 | 1851                                                   |                                                        | 265                                                    | 265                                                    |
| 1856 | 1856                                                   |                                                        | 263                                                    | 263                                                    |
| 1861 | 1861                                                   |                                                        | 268                                                    | 268                                                    |
| 1866 | 1866                                                   |                                                        | 272                                                    | 272                                                    |
| 1872 | 1872                                                   |                                                        | 285                                                    | 285                                                    |
| 1876 | 1876                                                   |                                                        | 314                                                    | 314                                                    |
| 1881 | 1881                                                   |                                                        | 301                                                    | 301                                                    |
| 1886 | 1886                                                   |                                                        | 320                                                    | 320                                                    |
| 1891 | 1891                                                   |                                                        | 319                                                    | 319                                                    |
| 1896 | 1896                                                   |                                                        | 295                                                    | 295                                                    |
| 1901 | 1901                                                   |                                                        | 280                                                    | 280                                                    |
| 1906 | 1906                                                   |                                                        | 306                                                    | 306                                                    |
| 1911 | 1911                                                   |                                                        | 293                                                    | 293                                                    |
| 1921 | 1921                                                   |                                                        | 275                                                    | 275                                                    |
| 1926 | 1926                                                   |                                                        | 257                                                    | 257                                                    |
| 1931 | 1931                                                   |                                                        | 225                                                    | 225                                                    |
| 1936 | 1936                                                   |                                                        | 222                                                    | 222                                                    |
| 1946 | 1946                                                   |                                                        | 217                                                    | 217                                                    |
| 1954 | 1954                                                   |                                                        | 264                                                    | 264                                                    |
| 1962 | 1962                                                   |                                                        | 332                                                    | 332                                                    |
| 1968 | 1968                                                   |                                                        | 374                                                    | 374                                                    |
| 1975 | 1975                                                   |                                                        | 360                                                    | 360                                                    |
| 1982 | 1982                                                   |                                                        | 397                                                    | 397                                                    |
| 1990 | 1990                                                   |                                                        | 408                                                    | 408                                                    |
| 1999 | 1999                                                   |                                                        | 410                                                    | 410                                                    |
| 2006 | 2006                                                   |                                                        | 388                                                    | 388                                                    |
| 2013 | 2013                                                   |                                                        | 422                                                    | 422                                                    |
| 2020 | 2020                                                   |                                                        | 380                                                    | 380                                                    |
| Quelle(n): EHESS/Cassini bis 1999, INSEE ab 2006 Anmerkung(en): Ab 1962 offizielle Zahlen ohne Einwohner mit Zweitwohnsitz |                                                        |                                                        |                                                        |                                                        |

## Sehenswürdigkeiten
- Kirche Sainte-Austreberthe